# 政府広報

シンボルマーク

政府広報（せいふこうほう、英: government public relations）は、日本において内閣府大臣官房政府広報室が実施する内閣府設置法4条に基づく広報および広聴活動のこと。主な活動は新聞・雑誌・テレビなどへの広告出稿やインターネットウェブサイトを通じた広報。後者におけるウェブサイト名は「政府広報オンライン」で、2019年度からはキャッチコピーとして「あしたの暮らしをわかりやすく」を使用している。

## 歴史
第二次世界大戦の敗戦後はGHQにより情報局が解体された際に、政府内部および地方庁との連絡体制まで崩壊していたため各省庁の広報活動が相互連絡不十分で能率が悪く、地方庁の広報活動にも支障が生じていた。そのため、都道府県からの要望により総理庁審議室において各省庁の広報の実施と予定について情報交換の場として月例の「各省庁広報主管課長会議」が開催されるようになった。
その後、政府が実施する広報について広報参与という形で民間人を起用するなど体制の強化を図ってきたが、広告業界の人間を公職に起用して広報契約を行うことに公正性の問題が指摘されるなどしたため、広報に関する業務を総理府総理大臣官房審議室から独立させることとなり、1960年（昭和35年）7月1日に内閣総理大臣官房広報室(現在の内閣府大臣官房政府広報室）が設置された。
1977年（昭和52年）1月1日に“政府と国民が分かち合うこと”を意味した2人組のイメージの「政府広報シンボルマーク」を策定したが、1995年（平成7年）4月1日に改めて“芽吹いた種”のイメージの「政府広報シンボルマーク」を策定し、以後政府広報にかかわるものについては基本的にこのマークを掲載している。かつてはテレビ広告の冒頭において「ちょっとお知らせ」というサウンドロゴを用いていた。俳優や歌手、スポーツ関係者といった有名人を起用することもある。
テレビやラジオのスポット広告ではエイズ予防・北方領土奪還・拉致被害者奪還など抽象的な啓発広告を手がけることがあるためACジャパンの広告と混同されることがある。いわゆる一般的な広告（コマーシャル）のほか、5分から30分程度のテレビ・ラジオ番組（政府広報番組）が制作・放送されることもある。
2009年（平成21年）、鳩山由紀夫内閣による行政刷新会議（事業仕分け）で、政府広報に関する予算を削減することが決定し、2010年（平成22年）3月末をもって、ほとんどの番組は終了した。現在は必要最低限のものだけが、対象地域のみに向けて実施する。
2023年11月25日、政府広報オンラインと政府インターネットテレビを統合し、リニューアルを行なった。

## 政府広報番組

### テレビ
現在の番組
- クリックニッポン
  - 2024年4月8日 - 現在：テレビ東京ほか

過去の番組
- あまから問答（テレビ朝日）
- さわやかニッポン→新ニッポン探検隊（新ニッポン探検隊（日本テレビ）
- ご存じですか〜くらしナビ最前線〜（日本テレビ）
- 話題にアタック（フジテレビ）
- 話題のひととき（テレビ東京）
- そこが聞きたい!構造改革 → そこが聞きたい!ニッポンの明日（フジテレビ）
- キク!みる!（フジテレビ）
- クイズハッピーチャンス→クイズバトンタッチ→明日への選択→コンパスU→アクセスNOW→ニッポン早わかり→Just Japan（テレビ神奈川、全国独立UHF放送協議会加盟全局ネット。ただしTOKYO MXは「アクセスNOW」途中の1997年4月から）
- 霞ヶ関レポート(テレビ神奈川、全国独立UHF放送協議会加盟全局ネット
- MY JAPAN（朝日ニュースター）
- 峰竜太のナッ得!ニッポン（BS朝日）
- 徳光&木佐の知りたいニッポン!〜霞が関からお知らせします〜 → 徳光&木佐の知りたいニッポン! ピックアップ!〜霞が関からのお知らせ〜（BS-TBS、2018年4月14日 - 2020年3月28日）
- 宇賀なつみのそこ教えて!（BS-TBS→BS朝日、2020年4月5日 - 2022年3月25日）
- 霞が関からお知らせします
  - 2015年8月15日 - 12月26日：BS-TBS
  - 2016年1月2日 - 2018年3月25日：BS日テレ
  - 2018年4月14日 - 2019年3月31日：BS-TBS ※「徳光&木佐の知りたいニッポン!〜霞が関からお知らせします〜」の一部に内包
- ピックアップ!〜霞が関からのお知らせ〜
  - 2019年4月7日 - 2020年3月28日：BS-TBS ※「徳光&木佐の知りたいニッポン! ピックアップ!〜霞が関からのお知らせ〜」の一部に内包
- 霞が関情報チェック：BS朝日 ※「宇賀なつみのそこ教えて!」の一部に内包
- 中西哲生のエール がんばろう日本!（関東独立6局、2011年3月29 - 31日）
- 東日本大震災特別番組「復興への道しるべ　私たちにできること」（BS朝日、2011年3月30日）
- ビビるとさくらとトモに深掘り!知るトビラ
  - 2022年4月8日 - 2022年9月30日：BS朝日
  - 2022年10月7日 - 2023年3月：BSテレビ東京[2]
- ミライの歩き方[3]
  - 2022年10月6日 - 2024年3月21日：テレビ東京
- タイム•アイ（テレビ東京）

### ラジオ

#### 現在
- 杉浦太陽・村上佳菜子 日曜まなびより（TOKYO FM・JFN） - 2024年4月7日 -

#### 過去
- 守ります!福島 〜政府原子力被災者生活支援チームQ&A〜（ラジオ福島、ふくしまFM）- 2011年4月 - ？（2021年12月現在、番組表に記述がない）
- 青木源太・足立梨花 Sunday Collection（TOKYO FM）- 2021年4月4日 - 2024年3月24日
- 柴田阿弥とオテンキのりのジャパン5.0（文化放送） - 2020年4月5日 - 2021年3月28日
- こころはひとつ北海道（STVラジオ、道内コミュニティFM局）※北海道胆振東部地震の情報番組   - 2019年1月4日 - 3月28日
- 正しく知ろう 放射能ホントの話（文化放送）※『レコメン! 』の内包番組 - 2018年5月22日 - 6月12日
- 秋元才加とJOYのWeekly Japan!!（TOKYO FM） - 2016年4月3日 - 2020年3月28日
- なるほど!ニッポン情報局（ニッポン放送） - 2013年4月6日 - 2014年3月30日、2015年4月4日 - 2016年3月26日
- Weekly ニッポン!!（TOKYO FM） - 2014年4月 - 2015年3月27日
- 震災情報 官邸発（TOKYO FM、RABラジオ、IBC岩手放送、TBCラジオ、ラジオ福島、茨城放送、一部コミュニティFM局） - 2011年3月27日 - 6月30日
- 政策情報 官邸発（TBSラジオ、茨城放送） - 2011年7月4日 - 2013年3月25日
- 中山秀征のJAPAN RHYTHM（TOKYO FM） - 2010年4月 - 2013年3月
- 栗村智のHappy!ニッポン!（ニッポン放送） - 2007年4月7日 - 2010年3月
- 中山秀征のBeautiful Japan（TOKYO FM） - 2007年4月 - 2010年3月
- 小泉総理 ラジオで語る（ニッポン放送） - 2003年1月18日 - 2006年7月22日
- グッドモーニングジャパン（TBSラジオ） - 2001年4月8日 - 2007年4月1日
- 中山秀征の愛してJAPAN（TOKYO FM） - 1999年7月 - 2007年3月
- 酒井法子の酒井法子のストレートライフ・夢色プリズム（ラジオ日本） - 1988年1月 - ※防衛庁提供
- クローズアップにっぽん（TBSラジオ、ラジオ関西） - 1978年4月 - 2001年3月

## 広報誌
- Cabiネット - 政府の広報誌であり、その内容はウェブサイトからでも確認が可能である。第32号（平成22年4月号）をもって発行を終了した。

## 政府広報テレビの開設を求めることに関する請願
- 2009年（平成21年）7月、改革クラブ（後の新党改革）が第171回国会に「政府広報テレビの開設を求めることに関する請願」を衆議院に提出した。

## 参考資料
- 昭和の政府広報 -総理府広報室誕生- 内納美成
- 政府広報30年の歩み　内閣総理大臣官房広報室